# 駅弁固め
駅弁固め（えきべんがため）は、AV男優・元プロレスラーであるチョコボール向井の使うオリジナルのプロレス技である。

## 概要
駅弁固めは、アームロックの状態から脇に相手の頭をはさみ、そのままの状態で相手を持ち上げ手足の自由を奪った状態で関節を絞る技であり、関節技のひとつに分類される。しっかりと技が決まった状態になると、相手は手足が固められているため、自力でロープブレイクできず長時間関節技にさらされている状態となってしまうが、技を仕掛けるほうも相手を完全に持ち上げている関係上スタミナの消費が激しく、長時間持続して技を仕掛け続けることが困難であるのが特徴である。
技そのものは、ラッシャー木村が国際プロレス時代に使っていた“風車吊り”と、ほぼ同じ形である。

## 技名について
駅弁固めは性交時の駅弁体位に由来する。もともとアダルトビデオ業界出身であるチョコボール向井が、自身のアイデンティティであるAVとプロレスを結びつける技として開発したものであり、その際に自身が用語として一般に広めた「（性交における）駅弁」をプロレス技にアレンジしている。

## その他
- 技の性質上、チョコボール向井は主に女性プロレスラー（特に中山香里）に対して仕掛けることが多かった。これは彼がプロレスデビュー時に主戦場としていたFMWが、業界では珍しい男女混合プロレス団体であったことも一因として挙げられる。
- インパクトの強い技であったためか、チョコボール向井の他に冬木弘道もこの技を採用していて、向井同様主に女性レスラーに対して仕掛けていた。